# Kneecap (película)
Kneecap es una película de comedia dramática de 2024. Escrita y dirigida por Rich Peppiatt, la película retrata el ascenso de Kneecap, un trío de hip-hop irlandés de Belfast, Irlanda del Norte. La película está protagonizada por los miembros de la banda como ellos mismos.
Kneecap se estrenó en el Festival de Cine de Sundance de 2024 el 18 de enero, siendo la primera película en lengua irlandesa en hacerlo, donde ganó el Premio del Público NEXT. Recibió nominaciones en seis categorías en la 78.ª edición de los Premios BAFTA de la Academia Británica y fue seleccionada como la entrada irlandesa para los Premios Oscar.

## Sinopsis
En Irlanda hay 80.000 hablantes de irlandés, 6.000 viven en el norte y tres de ellos están dispuestos a generar controversia cuando formen un trío de rap llamado Kneecap. Anárquicos, salvajes y dispuestos a todo para salvar su lengua materna.

## Reparto
- Liam Óg "Mo Chara" Ó Hannaidh como el mismo
- Naoise "Móglaí Bap" Ó Cairealláin como el mismo
- JJ "DJ Próvaí" Ó Dochartaigh como el mismo
- Josie Walker como el Detective Ellis
- Fionnuala Flaherty como Caitlin
- Jessica Reynolds como Georgia
- Adam Best como Doyle
- Simone Kirby como Dolores Ó Cairealláin
- Michael Fassbender como Arlo Ó Cairealláin
- Marty Maguire como el oficial del PSNI
- Matthew Sharpe como Sean
- Cathal Mercer como Fra

## Controversia
La película no se proyecta en Israel como protesta contra el conflicto en curso en Palestina. Kneecap, conocida por su fuerte postura pro palestina, tomó esta decisión para alinearse con su defensa de los derechos palestinos.

## Recepción

### Crítica
En el sitio web de agregación de reseñas Rotten Tomatoes , el 96% de las 137 reseñas de los críticos son positivas, con una calificación promedio de 7.8/10. El consenso del sitio web dice: "Un himno rebelde para la preservación cultural, Kneecap es tan peludo, bullicioso y adorable como el grupo de hip hop homónimo en su centro". Metacritic , que utiliza un promedio ponderado , le asignó a la película una puntuación de 76 sobre 100, basada en 33 críticos, lo que indica críticas "generalmente favorables".

### Reconocimientos
| Premios                         | Fecha de ceremonia     | Categoría                                                      | Nominado/a                                                                  | Resultado | Ref.              |
| ------------------------------- | ---------------------- | -------------------------------------------------------------- | --------------------------------------------------------------------------- | --------- | ----------------- |
| Sundance Film Festival          | 26 de enero de 2024    | Premio de Audiencia NEXT                                       | Kneecap                                                                     | Ganadora  | [ 4 ]             |
| European Film Awards            | 7 de diciembre de 2024 | Premio universitario de cine europeo                           | Kneecap                                                                     | Nominada  | [ 5 ]             |
| European Film Awards            | 7 de diciembre de 2024 | Descubrimiento Europeo – Prix FIPRESCI                         | Rich Peppiatt                                                               | Nominado  | [ 6 ]             |
| British Independent Film Awards | 8 de diciembre de 2024 | Mejor Película Británica Independiente                         | Rich Peppiatt, Trevor Birney y Jack Tarling                                 | Ganadores | [ 7 ] [ 8 ] [ 9 ] |
| British Independent Film Awards | 8 de diciembre de 2024 | Mejor Director                                                 | Rich Peppiatt                                                               | Nominado  | [ 7 ] [ 8 ] [ 9 ] |
| British Independent Film Awards | 8 de diciembre de 2024 | Mejor director debutante                                       | Rich Peppiatt                                                               | Nominado  | [ 7 ] [ 8 ] [ 9 ] |
| British Independent Film Awards | 8 de diciembre de 2024 | Mejor guinista debutante                                       | Rich Peppiatt                                                               | Ganador   | [ 7 ] [ 8 ] [ 9 ] |
| British Independent Film Awards | 8 de diciembre de 2024 | Mejor Actuación conjunta                                       | Liam Óg Ó Hannaidh, Naoise Ó Cairealláin, y JJ Ó Dochartaigh                | Ganadores | [ 7 ] [ 8 ] [ 9 ] |
| British Independent Film Awards | 8 de diciembre de 2024 | Mejor Guion                                                    | Rich Peppiatt                                                               | Nominado  | [ 7 ] [ 8 ] [ 9 ] |
| British Independent Film Awards | 8 de diciembre de 2024 | Mejor Casting                                                  | Carla Stronge                                                               | Ganadora  | [ 7 ] [ 8 ] [ 9 ] |
| British Independent Film Awards | 8 de diciembre de 2024 | Mejor Fotografía                                               | Ryan Kernaghan                                                              | Nominado  | [ 7 ] [ 8 ] [ 9 ] |
| British Independent Film Awards | 8 de diciembre de 2024 | Mejor Diseño de vestuario                                      | Zjena Glamocanin                                                            | Nominada  | [ 7 ] [ 8 ] [ 9 ] |
| British Independent Film Awards | 8 de diciembre de 2024 | Mejor Montaje                                                  | Julian Ulrichs y Chris Gill                                                 | Ganadores | [ 7 ] [ 8 ] [ 9 ] |
| British Independent Film Awards | 8 de diciembre de 2024 | Mejor supervisión musical                                      | Gary Welch y Jeanette Rehnstrom                                             | Ganadores | [ 7 ] [ 8 ] [ 9 ] |
| British Independent Film Awards | 8 de diciembre de 2024 | Mejor Música Original                                          | Michael "Mikey J" Asante                                                    | Ganador   | [ 7 ] [ 8 ] [ 9 ] |
| British Independent Film Awards | 8 de diciembre de 2024 | Mejor Diseño de Producción                                     | Nicola Moroney                                                              | Nominado  | [ 7 ] [ 8 ] [ 9 ] |
| British Independent Film Awards | 8 de diciembre de 2024 | Mejor Sonido                                                   | Louise Burton, Brendan Rehill, Aza Hand, y Chris Woodcock                   | Nominados | [ 7 ] [ 8 ] [ 9 ] |
| Kansas City Film Critics Circle | 4 de enero de 2025     | Mejor Película de habla no Inglesa                             | Kneecap                                                                     | Nominada  | [ 10 ]            |
| Austin Film Critics Association | 6 de enero de 2025     | Mejor Película Internacional                                   | Kneecap                                                                     | Nominada  | [ 11 ]            |
| Premios BAFTA                   | 16 de febrero de 2025  | Mejor Guion Original                                           | Rich Peppiatt, Naoise Ó Cairealláin, Liam Óg Ó Hannaidh, y JJ Ó Dochartaigh | Nominada  | [ 12 ]            |
| Premios BAFTA                   | 16 de febrero de 2025  | Mejor Casting                                                  | Carla Stronge                                                               | Nominada  | [ 12 ]            |
| Premios BAFTA                   | 16 de febrero de 2025  | Mejor Montaje                                                  | Julian Ulrichs y Chris Gill                                                 | Nominada  | [ 12 ]            |
| Premios BAFTA                   | 16 de febrero de 2025  | Mejor Película de habla no inglesa                             | Kneecap                                                                     | Nominada  | [ 12 ]            |
| Premios BAFTA                   | 16 de febrero de 2025  | Mejor Película Británica                                       | Kneecap                                                                     | Nominada  | [ 12 ]            |
| Premios BAFTA                   | 16 de febrero de 2025  | Debut destacado de un escritor, director o productor británico | Rich Peppiatt                                                               | Ganador   | [ 12 ]            |